# Bruce Cole
Bruce M. Cole (* 2. August 1938 in Cleveland; † 8. Januar 2018 in Cancún, Mexiko) war ein US-amerikanischer Kunsthistoriker und Professor an der Indiana University.

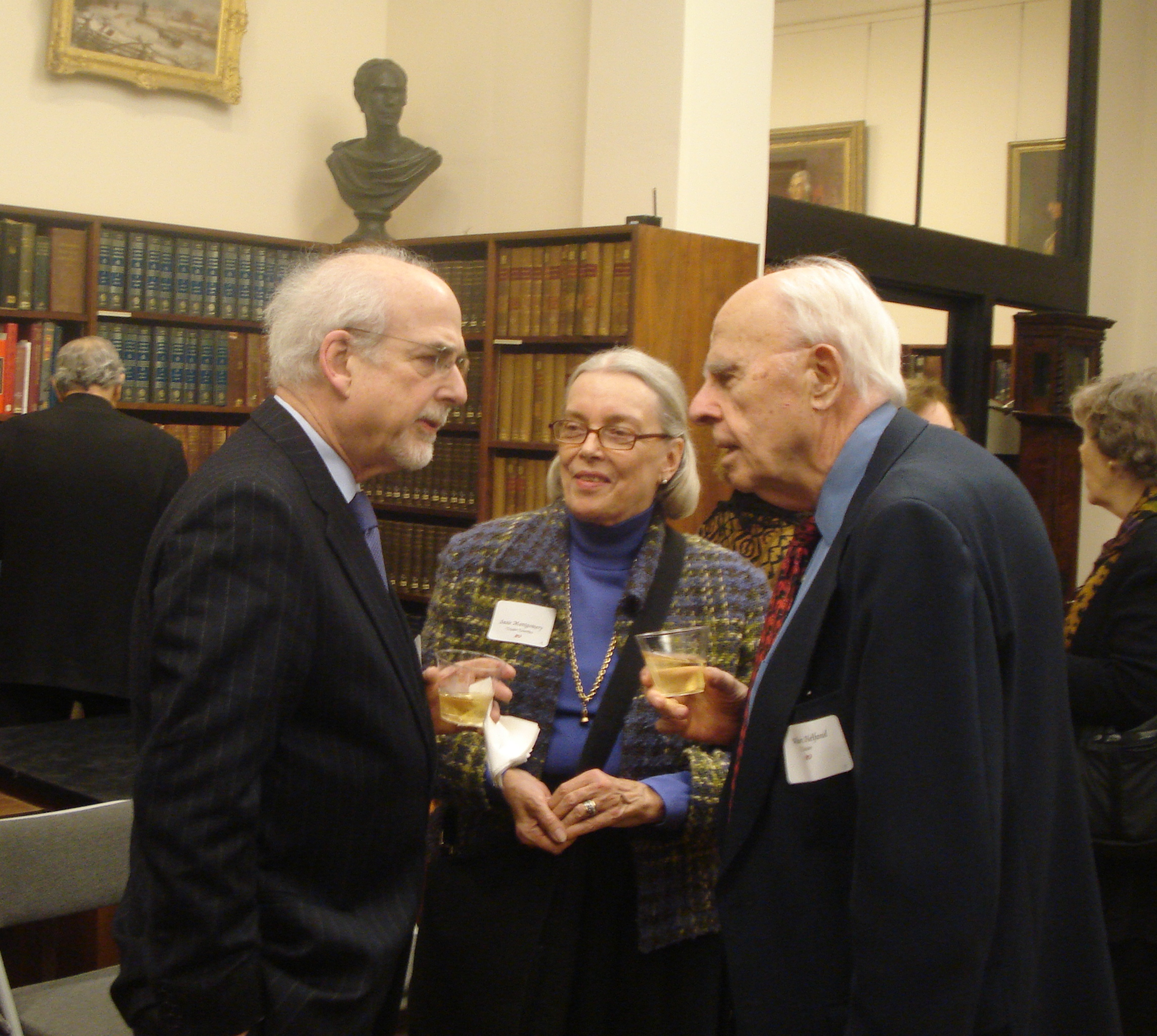
Bruce Cole (links), Susie Montgomery und Bill Helfand (Nov 2009)

## Leben
Cole erhielt 1962 an der Case Western Reserve University einen Bachelorgrad und 1964 am Oberlin College einen Master in Kunstgeschichte. Anschließend promovierte er 1969 am Bryn Mawr College. Ab 1969 unterrichtete er an der University of Rochester Kunstgeschichte. 1973 wurde er zum Distinguished Professor für Kunstgeschichte und vergleichende Literaturwissenschaft an der Indiana University berufen. Sein Spezialgebiet war die Kunst der italienischen Renaissance.
Cole war von 2001 bis 2009 Vorsitzender des National Endowment for the Humanities. Nach den Terroranschlägen des 11. September 2001 veränderte Cole die Ausrichtung des NEH. War das NEH zuvor vor allem als Geldgeber für Kunstprojekte in Erscheinung getreten, baute Cole die Programme aus, die sich für eine verbesserte Bildung im Bereich Kunst und Geschichte an US-amerikanischen Schulen einsetzen. Außerdem lancierte er das Projekt Picturing America, das die amerikanische Geschichte anhand von Gemälden illustriert. 
Cole starb während eines Urlaubsaufenthalts in Mexiko an einem Herzinfarkt. Er war verheiratet und hatte einen Sohn und eine Tochter.

## Auszeichnungen
2008 erhielt Cole von US-Präsident George W. Bush die Presidential Citizens Medal. Außerdem verlieh man ihm im gleichen Jahr den Verdienstorden der Italienischen Republik und die „Medal for Excellence“ der Indiana University. 2010 berief man ihn in das Kuratorium („Board of Trustees“) der Universität. 2013 wurde Cole in die Dwight D. Eisenhower Memorial Commission berufen. Cole war korrespondierendes Mitglied der Accademia degli Intronati.

## Werke
- Giotto and Florentine painting: 1280–1375. Harper & Row, New York 1979
- Sienese painting: from its origins to the fifteenth century. Harper & Row, New York 1980
- Giotto: the Scrovegni Chapel, Padua. George Braziller, New York 1993
- Studies in the history of Italian art 1250–1550. Pindar Press, London 1996
- Titian and Venetian painting 1450–1590. Westview Press, Boulder 1999
- Informed Patriotism: We the People at Five Years.
- The Renaissance artist at work: from Pisano to Titian. Westview Press, Boulder
- Sienese Painting in the Age of the Renaissance.
- Italian Art, 1250–1550: The Relation of Art to Life and Society.
- Titian and Venetian Art, 1450–1590.
- Art of the Western World: From Ancient Greece to Post-Modernism.
- The Informed Eye: Understanding Masterpieces of Western Art.